# ヴォル (北欧神話)
ヴォル（古ノルド語: Vör、「注意深い者」もしくは「知っている、注意深い」）あるいはヴェルは、北欧神話の知恵に関連する女神。ヴォルは13世紀に書かれた『スノッリのエッダ』で裏付けられ、またスカルド詩のケニングに2度使われている。研究者などはこの女神の名前の裏の意味についての学説を提起している。

## 裏付け
『スノッリのエッダ』の「ギュルヴィたぶらかし」35章で、ハールは16柱のアース女神について簡単に説明する。ハールはヴォルを10番目に挙げ、ヴォルは「賢く詮索好きなので、何事であれ彼女から隠し通すことはできない」と述べる。ハールは「何かを見つけ出した女はヴォルになる」という言い回しがあると付け加える。『スノッリのエッダ』の「詩語法」75章では、ヴォルが27柱の女神のリスト内に登場する。

## 学説
ルドルフ・ジメックは、ヴォル（Vör）と「注意深い」という意味の vörr の間の語源学的なつながりが正しいとしても、ヴォルが『スノッリのエッダ』で裏付られるように女神であるかどうかは不確かであると述べる。同じ著書の中で、ジメックはサーガ、フリーン、シェヴン、スノトラ、ヴァール、そしてヴォルら女神たちは、漠然と「女性を保護する女神と見なされるべき」と定義された存在であり、彼女ら全員が「私的な範囲の特殊分野に責任を負うが、守備範囲に明確な違いがあり、多くの点でマトロナエに類似している」と記述している。ジメックはゲイラヴォルという名のヴァルキュリヤの名前の2つ目の要素が女神ヴォルと同一か（したがって、ゲイラヴォルは「槍の女神」という意味になる）、あるいは vör が単に個人名の接尾辞としてありふれたものである可能性があるとしている。
アンディ・オーチャードは、「スノッリの語源の解釈は、非常に難解であったためにそれ以上は資料に当たれなかったことをほのめかしているのではないか」とし、そうでなければヴォルに関する資料がめったに無かったのだろうと指摘する。